# シスコはロック・シティ
「シスコはロック・シティ」（We Built This City）は、1985年11月10日に発表されたアメリカ合衆国のロックバンド、スターシップの楽曲である。同バンドのデビューシングルとして制作され、アルバム『フープラ』に収録された。週間チャートでは、Billboard Hot 100で全米1位を獲得し、翌年のグラミー賞最優秀ロックパフォーマンス部門（デュオまたはグループ）にノミネートされた。作詞はエルトン・ジョンの長年にわたる共作者であるバーニー・トーピンと、マーティン・ペイジによる共作。

## 制作
エンジニアリングはグラミー賞受賞プロデューサーであるビル・ボトレル、アレンジはボトレルとジェイスン・マーツによって行われた。
歌っているのは初期メンバーであるミッキー・トーマスとグレイス・スリック。間奏中のDJボイスは当時MTV経営者で元DJのレス・ガーランドが担当した 。また、ジャム・クリエイティブ・プロダクションズによってジングル化され、ダラスやテキサスなど複数都市のラジオ局が使用した。

## 構成
歌詞を巡り、ボーカルのトーマス、スリックの2名の間には議論が交わされた。後半の間奏で挿入されるDJボイスで言及された、「湾岸の街 The City By the Bay」「あのロックの街 The City That Rocks」「あの眠らない街 The City That Never Sleeps」はサンフランシスコ、クリーブランド、ニューヨークをそれぞれ指している。

## メディアでの使用
アークヒルズならびにアーク放送センターのキャンペーンソングとして1980年代後半にテレビ朝日のオープニング及びクロージングで使用された。
フジテレビ系列で放送されているワイドショー「情報プレゼンター とくダネ!」のオープニング曲として2007年10月1日から2009年3月27日までの間使用されていた。
「グランド・セフト・オートV」では次世代機版、PC版を追加したラジオで使用された。
宝酒造のCanチューハイ「直搾り」のCMで使用された。

## カバー
NHK教育テレビの番組『天才てれびくんシリーズ』の音楽コーナー「ミュージックテレビくん」にて、2003年度に「ぼくらのロック・シティ We built this city」というタイトルでカバーされた。訳詞はタケカワユキヒデ、歌唱は「ザ・ヤマチーズwithふたりいる。」（山元竜一、村田ちひろ、俵小百合、岩井七世）。

## チャート

### 週間チャート
| チャート名 (1985–1986)                           | 最高順位 |
| ------------------------------------------------ | -------- |
| オーストラリア (ARIA)                            | 1位      |
| オーストリア (Ö3 Austria Top 40)                 | 21位     |
| ベルギー (VRT Top 30 Flanders)                   | 17位     |
| カナダ (RPM)                                     | 1位      |
| ドイツ（Official German Charts）                 | 10位     |
| アイルランド (IRMA)                              | 9位      |
| オランダ (Dutch Top 40)                          | 21位     |
| ニュージーランド（Recorded Music NZ）            | 11位     |
| 南アフリカ (Springbok Radio)                     | 1位      |
| スウェーデン（スヴァリイェトプリストン）         | 4位      |
| スイス（シュヴァイツァー・ヒットパラーデ）       | 8位      |
| イギリス (全英シングルチャート)                  | 12位     |
| アメリカ Billboard Hot 100                       | 1位      |
| アメリカ アダルト・コンテンポラリー (ビルボード) | 37位     |

| チャート (2014)                        | 最高順位 |
| -------------------------------------- | -------- |
| イギリス (The Official Charts Company) | 25位     |

### 年間チャート
| チャート (1985)      | 順位 |
| -------------------- | ---- |
| US Billboard Hot 100 | 14位 |